# Colobostema varicorne
Colobostema varicorne är en tvåvingeart som först beskrevs av Daniel William Coquillett 1902.  Colobostema varicorne ingår i släktet Colobostema och familjen dyngmyggor. Inga underarter finns listade i Catalogue of Life.